# پارلمان جبل‌الطارق
 «پارلمان جبل‌الطارق» قوه‌ی مقننه‌ قلمرو فرادریایی بریتانیا در جبل‌الطارق است، که بین سال‌های ۱۹۶۹ تا ۲۰۰۶ میلادی مجلس ایالتی جبل‌الطارق نامیده می‌‌شد. 

## کارکرد
مجلس ایالتی که بر اساس قانون اساسی ۱۹۶۹ تأسیس شد؛ یک نهاد تک‌مجلسی بود که در اصل از ۱۵ عضو انتخاب‌شده توسط رای‌دهندگان جبل‌الطارق، به علاوه دو عضو منصوب از جمله دادستان تشکیل می شد. اصطلاح "مجلس ایالتی" معمولا برای مجالس قانون گذاری در سرزمین‌های بریتانیا که استقلال کامل ندارند استفاده می‌شود. با قانون اساسی جدید ۲۰۰۶، پارلمان فعلی جبل‌الطارق جایگزین این پارلمان شد، که نشان دهنده‌ افزایش سطح حاکمیتی آن است. گفتنی است تمام ۱۷ عضو جدید پارلمان، انتخابی هستند.

## ساختمان مجلس

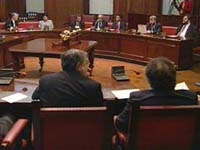
اتاق مجلس

پارلمان در ساختمان یف ، مشرف به خیابان اصلی و میدان جان مکینتاش قرار دارد. این ساختمان در سال ۱۸۱۷ ساخته شد و قبلاً به عنوان کتابخانه مبادله و تجاری مورد استفاده قرار می گرفت. در سال ۱۹۵۱، ساختمان برای میزبانی شورای قانون گذاری بازسازی و براساس قانون اساسی ۱۹۶۹، مجلس ایالتی جایگزین شورای قانون گذاری شد. اولین جلسه مجلس در ۲۸ اوت ۱۹۶۹ توسط فرماندار وقت، دریاسالار ناوگان سر واریل بیگ برگزار شد.

## آخرین انتخابات
خلاصه نتایج انتخابات پارلمان جبل الطارق ۱۷ اکتبر ۲۰۱۹:
| حزب سیاسی | حزب سیاسی                                | حزب سیاسی                        | حزب سیاسی                        | رای     | %     | +/-    | صندلی | %    | +/- |
| --- | ---------------------------------------- | -------------------------------- | -------------------------------- | ------- | ----- | ------ | ----- | ---- | --- |
| | اتحادیه حزب کارگر سوسیالیست و حزب لیبرال |                                  | حزب کارگر سوسیالیست جبل‌الطارق    | ۵۸،۵۷۶  | ۳۷    | ۱۰/۸-  | ۷     | ۴۱.۲ | ± ۰ |
| | اتحادیه حزب کارگر سوسیالیست و حزب لیبرال | حزب لیبرال جبل‌الطارق             | ۲۴,۵۴۶                           | ۱۵.۵۰   | -۵.۱  | ۳      | ۱۷.۶  | ± ۰  |     |
| | اتحادیه حزب کارگر سوسیالیست و حزب لیبرال | اتحاد توتال                      | ۸۳,۱۲۲                           | ۵۲.۵۰   | -۱۵.۹ | ۱۰     | ۵۸.۸  | ± ۰  |     |
| | سوسیال دموکرات‌های جبل‌الطارق              | سوسیال دموکرات‌های جبل‌الطارق      | سوسیال دموکرات‌های جبل‌الطارق      | ۴۰,۴۵۳  | ۲۵.۵۵ | - ۶.۰  | ۶     | ۳۵.۳ | -۱  |
| | اتحاد جبل‌الطارق                          | اتحاد جبل‌الطارق                  | اتحاد جبل‌الطارق                  | ۳۲,۴۵۵  | ۲۰.۵۰ | + ۲۰.۵ | ۱     | ۵.۹  | +۱  |
| | مستقل‌ها                                  | مستقل‌ها                          | مستقل‌ها                          | ۲۲۹۸    | ۱.۴۵  | + ۱.۴  | ۰     | ۰.۰  | ± ۰ |
| جمع | جمع                                      | جمع                              | جمع                              | ۱۵۸,۳۲۸ | ۱۰۰   | -      | ۱۷    | ۱۰۰  | -   |
| |                                          |                                  |                                  |         |       |        |       |      |     |
| آرای معتبر | آرای معتبر                               | آرای معتبر                       | آرای معتبر                       | ۱۶۷۶۷   | ۹۷.۸۵ |        |       |      |     |
| آرای نامعتبر/صاف | آرای نامعتبر/صاف                         | آرای نامعتبر/صاف                 | آرای نامعتبر/صاف                 | ۳۶۸     | ۲.۱۵  |        |       |      |     |
| تمامی آرای داده شده | تمامی آرای داده شده                      | تمامی آرای داده شده              | تمامی آرای داده شده              | ۱۷,۱۳۵  | ۱۰۰   |        |       |      |     |
| رای دهندگان ثبت نام شده / مشارکت                                                                                        | رای دهندگان ثبت نام شده / مشارکت         | رای دهندگان ثبت نام شده / مشارکت | رای دهندگان ثبت نام شده / مشارکت | ۲۴,۱۸۹  | ۷۰.۸۴ |        |       |      |     |
| منبع: پارلمان جبل‌الطارق بایگانی‌شده در ۱۸ اکتبر ۲۰۱۹ توسط Wayback Machine , انتخابات عمومی پارلمان جبل‌الطارق, ثبت نام شد |                                          |                                  |                                  |         |       |        |       |      |     |